# Helina oregonensis
Helina oregonensis este o specie de muște din genul Helina, familia Muscidae. A fost descrisă pentru prima dată de Malloch în anul 1919. Conform Catalogue of Life specia Helina oregonensis nu are subspecii cunoscute.